# Dan Kuykendall

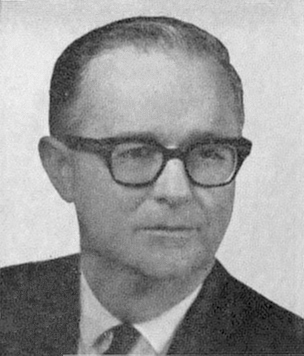
Dan Kuykendall (1973)

Dan Heflin Kuykendall (* 9. Juli 1924 in Cherokee, San Saba County, Texas; † 12. Juni 2008 in Memphis, Tennessee) war ein US-amerikanischer Politiker. Zwischen 1967 und 1975 vertrat er den Bundesstaat Tennessee im US-Repräsentantenhaus.

## Werdegang
Dan Kuykendall besuchte die öffentlichen Schulen seiner texanischen Heimat. Während des Zweiten Weltkrieges war er zwischen 1942 und 1945 als Oberleutnant Pilot im Fliegerkorps der US Army. Anschließend studiert er bis 1947 an der Texas A&M University. Danach wurde er für die Großhandelskette Procter & Gamble tätig. Für diese Firma war er zunächst in Corpus Christi und in Houston tätig. Dann wurde er, ebenfalls im Auftrag seines Arbeitgebers, nach Memphis in Tennessee versetzt. Dort begann er als Mitglied der Republikanischen Partei eine politische Laufbahn. In den Jahren 1963 und 1964 war er stellvertretender Parteivorsitzender im Shelby County. 1964 kandidierte Kuykendall erfolglos für den US-Senat: Er unterlag dem demokratischen Amtsinhaber Albert Gore mit 46:54 Prozent der Stimmen. In den Jahren 1965 und 1966 gehörte er einem Ausschuss zur Überarbeitung der städtischen Gesetze in Memphis an.
Bei den Kongresswahlen des Jahres 1966 wurde Kuykendall im neunten Wahlbezirk von Tennessee in das US-Repräsentantenhaus in Washington, D.C. gewählt, wo er am 31. Januar 1967 die Nachfolge von George W. Grider antrat. Damit war er seit 1875 der erste Republikaner, der diesen Distrikt im Kongressvertreten konnte. Nach drei Wiederwahlen konnte er dort bis zum 3. Januar 1975 vier Legislaturperioden absolvieren. Diese waren von den Ereignissen des Vietnamkrieges  und der Bürgerrechtsbewegung geprägt. Seit 1973 vertrat Kuykendall als Nachfolger von Ed Jones den achten Bezirk seines Staates. Er galt als sehr konservativ und treuer Anhänger von Richard Nixon. In der Watergate-Affäre hielt er 1974 dem Präsidenten die Treue. Dieses Verhalten war ein Grund für seine, wenn auch hauchdünne, Wahlniederlage im selben Jahr.
Nach seinem Ausscheiden aus dem US-Repräsentantenhaus lebte Dan Kuykendall für viele Jahre in Bethesda (Maryland). 2002 kehrte er nach Memphis zurück, wo er am 12. Juni 2008 nach langer Krankheit verstarb.